# Чудинов, Дмитрий Александрович
Дмитрий Александрович Чуди́нов (род. 15 сентября 1986, Братск) — российский боксёр-профессионал, выступающий в средней, второй средней и полутяжёлой весовых категориях. Мастер спорта международного класса ,победитель молодежного первенства России 2000 г., победитель первенства юниоров России 2002 г. в г. Саратов, победитель серии турниров класса "А" 2004г.,победитель первенства Мира по юниорам 2004 в Южной Корее ,победитель первенства России в Казани и победитель первенства Европы в 2005г., финалист Чемпионата России 2007г. в г. Якутск, бронзовый призёр Кубка мира (2008), серебряный призёр чемпионата России (2008) в любителях. Среди профессионалов временный чемпион мира по версии WBA (2013—2015), интернациональный чемпион по версии WBA (2013), чемпион Азии по версии PABA (2013) в среднем весе.

## Любительская карьера
Дмитрий Чудинов родился 15 сентября 1986 года в городе Братске, Иркутская область. Активно заниматься боксом начал в возрасте 10 лет под руководством тренера Алексея Галеева. В 2004 году получил звание мастера спорта международного класса(МСМК) выиграв Молодежное первенство Мира по боксу в Южной Корее  на острове Чеджу. В одном из поединков досрочно победил кубинца, Юниер Дортикос, а год спустя в 2005 в Эстонии, в г. Таллин одержал победу на молодёжном первенстве Европы. В 2007 году во второй средней весовой категории прошёл в финал чемпионата России, но в борьбе за золото уступил Матвею Коробову. В следующем сезоне 2008 года принял участие ещё в нескольких соревнованиях, в частности выиграл бронзовую медаль на Кубке мира в Москве — уступив в полуфинале венесуэльскому боксёру Альфонсо Бланко. В 2008 году серебряный призер  чемпионата России, всего за этот период провёл 175 боёв, из них 159 завершил победой.

## Профессиональная карьера
В 2009 году Дмитрий Чудинов взяв младшего брата Фёдором, уехал в США, где начал профессиональную карьеру. В течение последующих двух лет в Америке принял участие в семи поединках, из них шесть выиграл, а последний седьмой по решению судей завершился ничьей. У спортсмена не сложились отношения с американскими промоутерами, которые не могли организовать для него и его брата достойные бои, поэтому в конце 2012 года они были вынужденны вернуться в Россию. После того как новым промоутером Чудинова стал Владимир Хрюнов, россиянин одержал две победы против колумбийских боксёров и завоевал тем самым пояс чемпиона Паназиатской боксерской ассоциации. По словам Хрюнова, Дмитрий Чудинов — один из самых талантливых средневесов профессионального бокса.
В августе 2013 года победил нокаутом венесуэльца Хорхе Наварро и завоевал тем самым пояс интернационального чемпиона ВБА.

### Завоевание и защита титула временного чемпиона мира
21 декабря 2013 года в Москве, нокаутировал в 6-м раунде колумбийца Хуана Навоа (22-5-1), и завоевал титул временного чемпиона мира по версии WBA.
1 июня 2014 года состоялась первая защита титула. Дмитрию противостоял первый серьёзный соперник в карьере — небитый датский проспект, Патрик Нильсен (22-0). Дмитрий Чудинов был значительно активнее, и перебоксировал Нильсона по очкам и нанёс ему первое поражение в карьере.
Вторую защиту титула Дмитрий Чудинов провёл на байк-шоу в Севастополе, и нокаутировал в третьем раунде француза Мехди Буадла.

### Бой с Крисом Юбенком-младшим
28 февраля 2015 года в Лондоне состоялся бой между россиянином Дмитрием Чудиновым, владеющего титулом временного чемпиона мира WBA в среднем весе, и британским боксёром Крисом Юбенком-младшим. Британец выстроил тактику противостояния с использованием множества клинчей, чем сильно испортил зрелищность поединка. С течением раундов, однако, преимущество британца становилось все более ощутимым. Несмотря на стойкость  Дмитрия Чудинова, пытавшегося переломить ход встречи, уже к 9-му раунду на его лице было множество гематом и два рассечения. В финальной трехминутке Юбенк решил пойти ва-банк и добыть досрочную победу. За 49 секунд до конца поединка ему это удалось: после очередной безответной атаки британца рефери не выдержал и дал отмашку, несмотря на протесты Дмитрия Чудинова.
В феврале 2017 года победил досрочно венгра Золтана Паппа.

## Статистика профессиональных боёв
В таблице перечислены результаты всех поединков боксёров.
В каждой строке указан результат поединка. Дополнительно номер поединка обозначен цветом, который обозначает итог поединка. Расшифровка обозначений и цветов представлена в нижеследующей таблице.
| Пример | Расшифровка                     |
| ------ | ------------------------------- |
|        | Победа                          |
|        | Ничья                           |
|        | Поражение                       |
|        | Планируемый поединок            |
|        | Поединок признан несостоявшимся |
| КО     | Нокаут                          |
| ТКО    | Технический нокаут              |
| PTS    | Решение судей (по очкам)        |
| UD     | Единогласное решение судей      |
| MD     | Решение большинства судей       |
| SD     | Раздельное решение судей        |
| RTD    | Отказ от продолжения боя        |
| DQ     | Дисквалификация                 |
| NC     | Поединок признан несостоявшимся |

| 31 поединок, 21 победа (13 нокаутом), 3 ничьи, 7 поражений. | 31 поединок, 21 победа (13 нокаутом), 3 ничьи, 7 поражений. | 31 поединок, 21 победа (13 нокаутом), 3 ничьи, 7 поражений. | 31 поединок, 21 победа (13 нокаутом), 3 ничьи, 7 поражений. | 31 поединок, 21 победа (13 нокаутом), 3 ничьи, 7 поражений. | 31 поединок, 21 победа (13 нокаутом), 3 ничьи, 7 поражений.                                                             | 31 поединок, 21 победа (13 нокаутом), 3 ничьи, 7 поражений. | 31 поединок, 21 победа (13 нокаутом), 3 ничьи, 7 поражений. |
| Бой                                                         | Дата                                                        | Соперник                                                    | Место проведения                                            | Раундов                                                     | Примечание |                                                             |                                                             |
| ----------------------------------------------------------- | ----------------------------------------------------------- | ----------------------------------------------------------- | ----------------------------------------------------------- | ----------------------------------------------------------- | --- | ----------------------------------------------------------- | ----------------------------------------------------------- |
| 32                                                          | 2021                                                        | Арсен Азиев (12-0)                                          | Отель Azimut, Санкт-Петербург, Россия                       | (8)                                                         | |                                                             |                                                             |
| 31                                                          | 15 октября 2020                                             | Жермен Браун (8-0)                                          | Falcon Club, Минск, Беларусь                                | UD 8 (8)                                                    | |                                                             |                                                             |
| 30                                                          | 20 июля 2019                                                | Луис Тоутин (12-1)                                          | Марсель, Франция                                            | TKO 2 (8), 0:55                                             | |                                                             |                                                             |
| 29                                                          | 25 мая 2019                                                 | Арменак Ованнисян (9-1)                                     | Зальцгиттер, Нижняя Саксония, Германия                      | TD 2 (10)                                                   | Бой за титул чемпиона Азии по версии WBC Asian Boxing Council в полутяжёлом весе.                                       |                                                             |                                                             |
| 28                                                          | 6 апреля 2019                                               | Роберт Пажечевский (22-1)                                   | Катовице, Польша                                            | KO 2 (10), 1:45                                             | Бой за вакантный титул интернационального чемпиона Польши во 2-м среднем весе.                                          |                                                             |                                                             |
| 27                                                          | 24 ноября 2018                                              | Патрик Менди (17-13-3)                                      | Зал Фредериксберга, Копенгаген, Дания                       | UD 8 (8)                                                    | Счёт судей: 73-79, 73-79, 72-80.                                                                                        |                                                             |                                                             |
| 26                                                          | 5 мая 2018                                                  | Азизбек Абдугофуров (10-0)                                  | Ташкент, Узбекистан                                         | UD 12 (12)                                                  | Бой за вакантный титул чемпиона по версии WBC Silver во 2-м среднем весе. Счёт судей: 100-118, 111-118, 110-118.        |                                                             |                                                             |
| 25                                                          | 24 февраля 2018                                             | Сергей Хомицкий (31-14-3)                                   | Арена Нюрнбергер Ферзихерунг, Нюрнберг, Германия            | UD 8 (8)                                                    | Счёт судей: 78-73 трижды.                                                                                               |                                                             |                                                             |
| 24                                                          | 5 января 2018                                               | Лоленга Мок (41-14-1)                                       | Зал Фредериксберга, Копенгаген, Дания                       | UD 10 (10)                                                  | Счёт судей: 90-99, 93-96, 93-96.                                                                                        |                                                             |                                                             |
| 23                                                          | 4 февраля 2017                                              | Золтан Папп (14-3-1)                                        | ДС «Динамо» в Крылатском, Москва, Россия                    | TKO 1 (8), 2:43                                             | |                                                             |                                                             |
| 22                                                          | 31 июля 2016                                                | Андрей Покумейко (9-11)                                     | Арена Рига, Рига, Латвия                                    | UD 8 (8)                                                    | Дебют в полутяжёлом весе. Покумейко в нокдауне в 1 раунде. Счёт судей: 79-72, 78-73, 77-73.                             |                                                             |                                                             |
| 21                                                          | 13 февраля 2016                                             | Марат Хузеев (22-10-1)                                      | Лужники, Москва, Россия                                     | КО 2 (8), 2:18                                              | |                                                             |                                                             |
| 20                                                          | 12 декабря 2015                                             | Бенджамин Саймон (26-2)                                     | ВТБ Ледовый дворец, Москва, Россия                          | TKO 4 (8), 1:32                                             | |                                                             |                                                             |
| 19                                                          | 28 октября 2015                                             | Сергей Крапшила (3-9-2)                                     | Вольта Клуб, Москва, Россия                                 | TKO 4 (8), 2:00                                             | Счёт судей: 30-27, 30-27, 30-27.                                                                                        |                                                             |                                                             |
| 18                                                          | 23 августа 2015                                             | Геард Аетович (26-12-1)                                     | Rixos Mriya Resort Hotel, Ялта, Крым                        | UD 8 (8)                                                    | Счёт судей: 79-73, 79-73, 78-74.                                                                                        |                                                             |                                                             |
| 17                                                          | 28 февраля 2015                                             | Крис Юбенк мл. (18-1)                                       | «O2 Арена», Лондон, Великобритания                          | TKO 12 (12), 2:11                                           | Потерял титул временного чемпиона мира по версии WBA в среднем весе (3-я защита Чудинова).                              |                                                             |                                                             |
| 16                                                          | 9 августа 2014                                              | Мехди Буадла (30-5)                                         | Севастополь, Крым                                           | TKO 3 (12)                                                  | Временный чемпион мира по версии WBA в среднем весе (2-я защита Чудинова). Буадла в нокдауне в 1-м, 2-м и 3-м раундах.  |                                                             |                                                             |
| 15                                                          | 1 июня 2014                                                 | Патрик Нильсен (22-0)                                       | «Арена Мытищи», Мытищи, Россия                              | UD 12 (12)                                                  | Временный чемпион мира по версии WBA в среднем весе (1-я защита Чудинова). Счёт судей: 116-112, 115-113, 117-111.       |                                                             |                                                             |
| 14                                                          | 21 декабря 2013                                             | Хуан Новоа (22-5-1)                                         | ЛД Крылатское, Москва, Россия                               | TKO6 (12)                                                   | Завоевал вакантный титул временного чемпиона мира по версии WBA в среднем весе. С Новоа было снято 2 очка в 4-м раунде. |                                                             |                                                             |
| 13                                                          | 21 сентября 2013                                            | Макс Максвелл (16-25-3)                                     | Copper Box Arena, Лондон, Англия                            | PTS 8 (8)                                                   | Счёт судьи: 79/72. |                                                             |                                                             |
| 12                                                          | 24 августа 2013                                             | Хорхе Наварро (12-1)                                        | Байк-шоу, Волгоград, Волгоградская область, Россия          | KO 2 (12)                                                   | Завоевал вакантный титул WBA International в среднем весе.                                                              |                                                             |                                                             |
| 11                                                          | 20 июля 2013                                                | Патрик Менди (14-6)                                         | Уэмбли, Лондон, Англия                                      | PTS 8 (8)                                                   | Счёт судьи: 76/76. |                                                             |                                                             |
| 10                                                          | 17 мая 2013                                                 | Грэди Брюэр (30-15)                                         | Crocus City Hall, Красногорск, Россия                       | RTD 3 (12)                                                  | Временный чемпион PABA в среднем весе (1-я защита Чудинова).                                                            |                                                             |                                                             |
| 9                                                           | 8 марта 2013                                                | Милтон Нуньес (25-6-1)                                      | УСК «Крылья Советов», Москва, Россия                        | KO 1 (12)                                                   | Завоевал вакантный титул временного чемпиона PABA в среднем весе.                                                       |                                                             |                                                             |
| 8                                                           | 17 декабря 2012                                             | Джонатан Рикар (9-4)                                        | Crocus City Hall, Красногорск, Россия                       | KO 2 (8)                                                    | |                                                             |                                                             |
| 7                                                           | 3 марта 2012                                                | Пол Мендес (7-2)                                            | Woodland Community Senior Center, Вудленд, Калифорния, США  | MD 6 (6)                                                    | |                                                             |                                                             |
| 6                                                           | 16 декабря 2011                                             | Тони Хирш (12-4-2)                                          | Woodland Community Senior Center, Вудленд, Калифорния, США  | MD 6 (6)                                                    | Счёт судей: 57/57, 58/56, 59/55.                                                                                        |                                                             |                                                             |
| 5                                                           | 3 июня 2010                                                 | Натан Бедвелл (1-2)                                         | Commerce Casino, Коммерс, Калифорния, США                   | TKO 3 (4)                                                   | |                                                             |                                                             |
| 4                                                           | 25 марта 2010                                               | Фернандо Каллерос (1-0-1)                                   | Commerce Casino, Коммерс, Калифорния, США                   | UD 4 (4)                                                    | Счёт судей: 40/36 (все).                                                                                                |                                                             |                                                             |
| 3                                                           | 17 декабря 2009                                             | Флавио Кардоса (1-3)                                        | Commerce Casino, Коммерс, Калифорния, США                   | TKO 1 (4)                                                   | Кардоса трижды побывал в нокдауне.                                                                                      |                                                             |                                                             |
| 2                                                           | 22 августа 2009                                             | Эдди Хантер (1-0)                                           | Pala Casino Spa and Resort, Пала, Калифорния, США           | UD 4 (4)                                                    | Счёт судей: 38/37 (все).                                                                                                |                                                             |                                                             |
| 1                                                           | 10 июля 2009                                                | Отис Шеннолт (1-1)                                          | Reno Events Center, Рино, Невада, США                       | TKO 1 (4)                                                   | |                                                             |                                                             |
| 1.                                                          |                                                             |                                                             |                                                             |                                                             | |                                                             |                                                             |

## Спортивные достижения

### Профессиональные мировые
- 2013—2015  Временный чемпион мира по версии WBA.